# Линия на смяна на датата
Линията на смяна на датата е меридианът, намиращ се на 180° от Гринуичкия меридиан. Той обозначава смяната на един календарен ден със следващия го. Преминава главно през Тихия океан, следвайки 180-ия меридиан, но отклонявайки се около определени територии и острови.
Когато линията на смяна на датата се пресича от запад на изток, се повтаря една дата, а когато се пресича от изток на запад, се добавя една дата.

## География
Линията на смяна на датата се основава грубо на меридиана с географска дължина 180°, преминаващ през средата на Тихия океан, точно от противоположната страна на Гринуичкия меридиан. На много места линията следва меридиана точно, но на други места тя се отклонява на изток или на запад от него. Тези различни отклонения обикновено са съобразени с политическите и/или икономическите отношения на засегнатите райони.
В посока от север на юг, първото отклонение на линията от антимеридиана е източно от остров Врангел и полуостров Чукотка (най-източната част на Сибир). След това преминава през Беринговия проток на разстояние от 1,5 km между Диомидовите острови. След това завива на запад, преминавайки западно от островите Сейнт Лоурънс и Сейнт Матю. Линията на смяна на датата преминава между американските Алеутски острови и руските Командорски острови. След това завива на югоизток и се връща на 180°. Следователно, Русия е изцяло на запад от линията, а САЩ е изцяло на изток, с изключение на островните си територии Гуам, Уейк и Северни Мариански острови. Линията продължава по 180-ия меридиан, преминавайки през Екватора. Двата американски необитавани атола Хауланд и Бейкър, разположени северно от Екватора в средата на Тихия океан, имат най-късното време на Земята (UTC-12:00). След това линията заобикаля Кирибати от изток, почти достигайки 150-ия меридиан. Най-източните острови на Кирибати, Лайн, разположени южно от Хаваите, имат най-ранното време на Земята (UTC+14:00). На юг от Кирибати линията се връща на запад, но остава източно от 180-ия меридиан, преминавайки между Самоа и Американски Самоа. В тази част линията следва главно 165-ия меридиан. Западно от нея остават Самоа, Токелау, Уолис и Футуна, Фиджи, Тонга, Тувалу, Кермадек и Чатъм, които имат една и съща дата. Американски Самоа, Кук, Ниуе и Френска Полинезия остават източно от линията и са с дата един ден назад. След това линията на смяна на датата завива на югозапад, връщайки се на 180-ия меридиан, и го следва до Антарктида, която има множество часови зони. По принцип линията на смяна на датата не се обозначава на антарктическите карти.

### Обхождане на земното кълбо
Човек, пътуващ около света от изток на запад (като Фернандо Магелан), следва да настройва часовника си назад или напред с един час за всеки изминати 15° географска дължина. Неговият часовник трябва да е с 24 часа напред за една обиколка на земното кълбо от изток на запад, ако не ги компенсира с един ден, когато преминава линията на смяна на датата. По подобен начин, ако пътува около света от запад на изток, той би губил по един час за всеки 15° географска дължина, но би напреднал с ден, когато пресече линията на смяна на датата. Следователно, линията трябва да се взема предвид заедно със земните часови зони при преминаването ѝ в коя да е от двете посоки.

### Особености
За два часа между 10:00 и 11:59 UTC всеки ден се наблюдават три различни календарни дати по едно и също време на различни места на Земята. Например, в 10:15 UTC в четвъртък, времето е 23:15 в сряда в Американски Самоа (UTC-11:00), четвъртък в по-голямата част от света и 00:15 в петък в Киритимати (UTC+14:00).
Според часовника, първите райони, в които започва денят (включително и новата година), са островите, които използват часовата зона UTC+14:00. Сред тях са части от Кирибати и Самоа. Промяна на линията на смяна на датата от 1994 г. превръща остров Каролайн в една от първите точки на Земята, на които настъпва новото хилядолетие на 1 януари 2001 г. Впоследствие островът е преименуван на Остров на хилядолетието.
Областите, където първо изгрява Слънцето, са различни в зависимост от сезона. Около юнското слънцестоене, денят изгрява първо в полуостровите Камчатка и Чукотка (UTC+12:00), които са достатъчно на север, за да имат полярен ден през лятото. При равноденствията, първото място, където се зазорява, е необитаемият остров Каролайн. При декемврийското слънцестоене, първите места ще са антарктическите изследователски станции (включително Амундсен-Скот), използващи новозеландското време (UTC+13:00).

## Исторически промени

### Филипини (1521 – 1844 г.)
Като част от Нова Испания, островната държава Филипини води най-важната си комуникация с Акапулко в Мексико и по това време за испанците се намира на изток от линията на смяна на датата, въпреки че е разположена в западния край на Тихия океан. От 1521 до 1844 г. Филипините се водят с един ден назад спрямо азиатските си съседи (на 16 март 1521 г. се състои първото европейско посещение на островите от Фернандо Магелан). След като Мексико извоюва независимостта си от Испания през 1821 г., филипинските търговски интереси се обръщат към Китай, Нидерландска Индия и съседните райони, така че Филипините решават да преминат към западната страна на линията на смяна на датата, като премахват вторник, 31 декември 1844 г. от календара си. Промяната е приложена и в Марианските острови, Гуам и Каролинските острови, тъй като това време принадлежат на Испания.

### Аляска (1740 – 1867 г.)
Руската империя заселва северозападната част на Северна Америка, използвайки своя юлиански календар по това време. САЩ, които използват григорианския календар, закупуват Руска Америка. Тъй като прехвърлянето на собствеността официално настъпва в 3:30 часа на 9 април 1867 г. сутринта в Ситка (часови зони все още не се използват по това време), това време и дата се сменят от юлиански към григориански.

### Самоа и Токелау (1892 – 2011 г.)
Архипелагът Самоа, който днес е поделен между Самоа и Американски Самоа, се намира западно от линията на смяна на датата до 1892 г. Тогава кралят Малиетоа Лаупепа е убеден от американските търговци да приеме американската дата, която да замени азиатската. Промяната е направена, като 4 юли 1892 г. е повторен.
През 2011 г. Самоа се връща отново в западната част на линията, премахвайки 30 декември 2011 г. от календара си. Това променя часовата зона на страната от UTC-11:00 на UTC+13:00. Самоа предприема този ход, тъй като Австралия и Нова Зеландия вече са най-големите ѝ търговски партньори, а и там живеят много самоанци. Изоставането с 21 часа затруднява бизнеса, тъй като само четири дни от седмицата са общи работни дни.
Така, днес линията на смяна на датата преминава между Самоа и Американски Самоа.
Токелау е територия на Нова Зеландия, разположена северно от Самоа, чиито главни транспортни и комуникационни връзки с останалия свят преминават през Самоа. Поради тази причина през 2011 г. Токелау преминава от западната част на линията, заедно със Самоа.

### Куаджалин (1945 – 1993 г.)
Атолът Куаджалин, както и останалата част от Маршалските острови, преминава от испанска към немска и японска власт през XIX и XX век. През този период той се намира на запад от линията на смяна на датата. Той официално става част от Подопечната територия на Тихоокеанските острови, заедно с останалата част от Маршалските острови след Втората световна война, и САЩ установява военна база на него. Поради тази причина Куаджалин използва хавайската часова зона, така че де юре се намира източно от линията на смяна на датата (за разлика от останалите Маршалски острови). Куаджалин се връща към западната ѝ част, след като премахва 21 август 1993 г. от календара си. Заедно с промяната, работната седмица на острова е променена на вторник–събота, за да е по-близка с хавайската работна седмица (понеделник–петък) от другата страна на линията.

### Източни Кирибати (1994 г.)
Като бивша британска колония, република Кирибати включва Гилбъртовите острови, намиращи се на запад от линията на смяна на датата. След обявяването на независимостта си през 1979 г., държавата се сдобива с островите Феникс и Лайн, намиращи се на изток от линията. В резултат на това, страната се оказва раздвоена от линията на смяна на датата. Правителствените институции и предприятията в противоположните части на страната разполагат само с 4 общи работни дни в седмицата, в които могат да работят помежду си. За да елиминира тази аномалия, Кирибати внася промяна по датата на източната част, премахвайки 31 декември 1994 г. от календара си. След промяната линията е изместена на изток, заобикаляйки цялата страна.